# Mesoleptus cursitans
Mesoleptus cursitans là một loài tò vò trong họ Ichneumonidae.